# Pandeisme
El pandeisme és una doctrina teològica delineada per primera vegada al segle xviii, combina aspectes del panteisme amb aspectes del deisme. Sosté que una deïtat creadora es va convertir en l'univers i va deixar d'existir com una entitat separada (el deisme sostenint que Déu no interfereix amb l'univers després de la seva creació). Es proposa el pandeisme per explicar (en relació amb el deisme) per què Déu crearia un univers i després sembla que l'abandona, i (en relació amb el panteisme) un origen i propòsit de l'univers.
Diverses teories suggereixen l'encunyació de la paraula "pandeisme" seria de la dècada de 1780, però un dels primers usos inequívocs de la paraula amb el seu significat actual es va produir el 1859 amb Moritz Lazarus i Heymann Steinthal.